# Группа «Янки»
Группа «Янки» (англ. Team Yankee) — роман в жанре технотриллера, написанный майором американской армии Гарольдом Койлом в 1987 году. Роман представляет собой спин-офф к роману сэра Джона Хекетта «Третья Мировая война: Август 1985» и повествует о действиях американской танковой роты в условиях описанной Хекеттом войны.
Роман был признан New York Times бестселлером и стал основой для комикса, а затем компьютерной игры.

## Краткое описание
Роман посвящён действиям американской танковой роты в Западной Германии в условиях Третьей Мировой войны между Советским Союзом и США. Если Хекетт концентрируется на политических событиях и решениях на высшем эшелоне военного командования, роман Койла посвящён действиям «группы» — подразделения уровня роты армии Соединённых Штатов. В меньшей степени роман посвящён теме реакции людей на подготовку к войне и испытание боем. Следует отметить, что из романов Хекетта взято только время действия — август и развязка конфликта обменом ядерными ударами по Бирмингему и Минску.
Роман посвящён действиям американской тяжелой танковой группы «Янки». Первоначально группа «Янки» являлась ротой «D» 1-го батальона 4-го танкового полка армии США, входящего в состав 2-й бригады 25-й танковой дивизии 10-го корпуса Армии США.
В условиях военного времени американские батальоны одной бригады могут переформировываться в оперативные группы (англ. Task Force) для оптимизации состава. С этой целью, рота «D» была передана 1-му батальону 78-го пехотного полка той же бригады, в обмен на его роту «A». В связи с передачей в другой батальон, рота «D» сменила индекс на «Y», или, на фонетическом алфавите НАТО, «Янки» (англ. Yankee). В свою очередь, роты могут быть переформированы в Группы (англ. Team) путём обмена взводами. Рота «Янки» передаёт первый танковый взвод роте «B» 1-го 78-го в обмен на её мотострелковый взвод, после чего обе роты начинают именоваться «Группа „Янки“» и «Группа „Браво“». Также в состав оперативной группы 1-78 входят механизированные роты «C» и «D»
Таким образом, группа «Янки» состоит из штабного отделения (танки М1 «Абрамс» командира (66-й) и старшего помощника (55-й)), 2-го и 3-го танковых взводов (танки 21, 22, 23, 24 и 31, 32, 33, 34), а также механизированного взвода (4 БТР М-113). Пехота имеет на вооружении 4 противотанковых ракетных комплекса «Дракон», гранатомёты M72 LAW, пулемёты M60. В начале войны группе были приданы две машины ПТРК M901, однако они быстро были выведены из строя.
Все подразделения и большая часть топонимов в романе вымышлены. Хотя последующая серия Койла «Скотт Диксон» не является продолжением «Группы „Янки“», вымышленный автором десятый корпус армии США и его подразделения, такие как 25-я бронетанковая дивизия, фигурируют и в ней.

## Персонажи
- 1-й батальон 78-го пехотного полка
  - Подполковник Джордж Рейнольдс — командир батальона
  - Майор Фрэнк Джордан — С3 (начальник оперативного отдела) батальона
- Рота «Д» 1-го 4-го бронетанкового/Группа «Янки» 1-го 78-го пехотного
  - Капитан Шон Бэннон — командир группы «Янки»
  - Первый лейтенант Роберт Улецки — Старший помощник командира группы «Янки»
  - Мастер-сержант Рэймонд Гаррерт — Первый сержант (старшина) группы «Янки»
  - Второй лейтенант Мюррей Вайс — командир 1-го взвода группы «Янки» (большую часть романа проводит в составе группы «Браво»)
  - Второй лейтенант Макалистер — командир 2-го взвода группы «Янки»
  - Второй лейтенант Джерри Гаргер — командир 3-го взвода группы «Янки»
  - Взводный сержант (зам. ком. взвода) Лесли Полгар — командир механизированного взвода, приданного группе «Янки». Большую часть романа был командиром взвода

## Сюжет
- Пролог

В форме выпусков новостей рассказывается о кризисе, разразившемся на Ближнем Востоке после удара Иранской авиации по нефтеналивным танкерам в нейтральных водах. В Персидском заливе происходит бой между американским и советским кораблями. Отношения НАТО и ОВД накаляются. Обе стороны объявляют мобилизацию.
- Глава 1. «Подъём» (3 августа, раннее утро)

Действие начинается с выдвижения Группы «Янки» к границе с ГДР. Капитан Бэннон просыпается из-за того, что командир 3-го взвода, 2-й лейтенант Гаргер уже третий раз за третий день нарушает режим радиомолчания. Бэннон обходит свою группу, знакомя читателей с другими героями романа. Он находит Гаргера, отчитывает его и решает, что так как война неминуемо приближается, Гаргера следует заменить на взводного сержанта.
- Глава 2. Первый бой (3 августа, 07.30)

Полковник Рейнольдс, командир батальона, прибывает в группу с инспекцией как раз в тот момент, когда начинается война. Советская армия прорывает заслон бронекавалерийского (разведывательного) полка корпуса и атакует позиции батальона. Командир роты «Браво» убит. Группе «Янки» удается отразить первую атаку. Для капитана Бэннона приятным сюрпризом оказывается то, что «проблемный» Гаргер оказался вполне компетентен в бою.
- Глава 3. Смена задачи (3 августа, вечер)

Начинается эвакуация семей американских военнослужащих из Европы. Жена Бэннона Пэт с детьми прибывают на авиабазу Рейн-Майн. Тем временем, группа «Янки» отражает вторую советскую атаку, на сей раз с применением химического оружия. 1-й батальон 78-го пехотного готовится к нанесению контрудара во фланг двигающейся на запад советской дивизии.
- Глава 4. В Вакуум (4 августа, утро)

Авиабаза Рейн-Майн, на которой находятся эвакуируемые, подвергается атаке советской авиации. Тем не менее, семье Бэннона удаётся попасть на транспортник, благополучно добирающийся до США. Проведя последнее совещание, батальон снимается с позиций и начинает марш к месту перехода к контратаку.
- Глава 5. Охотник и добыча (4 августа)

Из-за неразберихи на дорогах 1-й 78-го разбредается по всем окрестностям. К назначенному времени к атаке готова только группа «Янки». Несмотря на это, а также противоречивые приказы командования (полковник Рейнольдс, командир батальона, приказывает ей атаковать, С3, то есть начальник оперативного отдела батальона майор Джордан приказывает дожидаться оставшихся сил), группа «Янки» начинает атаку на высоту 214. После артиллерийского обстрела и боя с советским охранением, от группы остаётся пять танков и два БТР. БТР и пехота оказываются втянуты в бой с советскими силами, четыре танка продолжают движение к высоте, а танк Бэннона, потерявший радиостанцию, застревает в лесу.
- Глава 6. На лезвии бритвы (4 августа, вечер)

Бэннону удаётся вытащить свой танк, однако он сталкивается с тремя советскими Т-62 и подбивает их, однако «66-й» тоже оказывается выведен из строя. Погибает механик-водитель Ортелли. Уничтоживших свой танк Бэннона, наводчика Фолка и заряжающего Келпа подбирает пехота. Они прибывают на Высоту 214, которую захватили танкисты группы «Янки». Группа, не имея связи с командованием, силами 4 танков, двух БТР и 17 пехотинцев занимает оборону. Тем временем, к высоте выдвигается советский батальон под командование подполковника Потекнова.
- Глава 7. Шах и мат (ночь с 4 на 5 августа)

В ходе ночного штурма высоты советским батальоном группе «Янки» удается отбить атаку с трёх направлений. В бою отличается «безлошадный» заряжающий танка Бэннона Кепл, подбивающий два советских Т-72 из ПТРК «Дракон». Полковник Потекнов оказывается убит собственными солдатами при попытке помешать бегству. С советским батальоном покончено, однако становится ясно, что группе не удержать высоту. Бэннон решает ждать до 05.00, а затем отходить.
- Глава 8. «P» и «P» (5 августа, 05.30)

Из-за общей усталости и стресса вся группа проваливается в сон и пропускает возможность отойти под прикрытием темноты. На высоту надвигаются механизированные силы, однако оказывается, что это 1-й батальон 4-го танкового полка, «родной» батальон группы «Янки». Группу отправляют в тыл на отдых и переформирование. Как оказывается, безвозвратно потеряны только один танк и один БТР. В районе сбора Бэннон встречает солдат роты «C», которая не участвовала в атаке из-за того, что по ошибке вышла совсем в другой район. В роту прибывает новый командир 2-го взвода, Рэндалл Эвери. Бэннону впервые приходится писать похоронки. Тем временем командование корпуса принимает решение нанести контрудар на территорию ГДР, воспользовавшись разрывом в советском фронте. Цель атаки — Берлин, а, в перспективе, выход к морю и отрезание советского фронта от тыла.
- Глава 9. Глубокая атака (8-11 августа)

Группа «Янки» готовится к контрнаступлению. Эвери удивлён враждебностью, с которой его приняли в роте. Однако он всё понимает, когда танкисты, последовав совету старого немца, на ферме которого разместилась группа, начали рисовать на стволах орудий кольца за каждый подбитый вражеский танк. Он оказался единственным, у кого не было ни одного, тогда как у командира роты их семь, а у его старого товарища Гаргера — одиннадцать.
25-я танковая дивизия переходит в наступление. Группе «Янки» удаётся прорваться через позиции наступающей польской дивизии, однако наступление приходится приостановить, так как не все силы батальона достигли такого же успеха. Эвери получает первое кольцо.
- Глава 10. Красный рассвет (11 августа, утро)

Группа «Янки» наносит удар в тыл польской дивизии, обеспечив прорыв оставшихся сил, однако, батальон приостанавливает наступление. Бэннон отправляет пехоту проверить близлежащий городок Корберг, население которого было депортировано перед началом войны. В городе остался лишь один мальчишка, член «Союза свободной немецкой молодёжи», которому удаётся ранить одного из американских солдат, но сам он при этом оказывается убит. Танки группы попадают под удар пары советских Ми-24. Уже во второй раз оказывается подбитым «21-й», танк командира второго взвода. Эвери ранен и эвакуирован. Тем временем советский танковый батальон готовится к атаке на американцев.
- Глава 11. Контратака

Передовая рота советского танкового батальона атакует растянувшийся на марше 1-й 78-го, уничтожает штаб батальона и наносит серьёзный урон механизированным ротам «C» и «D», однако оказывается уничтоженной подоспевшими группами «Янки» и «Браво». Затем группа подвергается атаке остального советского батальона. При поддержке авиации им удаётся отразить атаку.
- Глава 12. «Они пришли по старинке»

Майор Джордан становится временным командиром батальона. Но уничтоженный накануне советский батальон был лишь передовыми силами контратакующего полка 15-й гвардейской танковой дивизии. В ходе боя у т. н. Лангенского прохода батальону, при поддержке артиллерии, удаётся покончить с полком.
- Глава 13. К Зале

1-й 78-го столкнулся с той же проблемой, что и вся американская армия в Европе: подразделения теряют технику быстрее, чем получают из резервов. Поэтому батальон выводится в резерв, а танки групп «Янки» и «Браво» передаются обратно 1-му 4-го танкового. В группу возвращается 1-й взвод и его командир Мюррей Вайс. Бригада решает вложить все силы в последний удар, задача которого — захватить мосты через Зале и обеспечить переправу дивизии для наступления на Берлин.
Группе «Янки» поставлена задача нанести отвлекающий удар по шоссейному мосту. Однако из-за противоречий в приказах и конфликта между советским лейтенантом инженерных войск и капитаном КГБ, отвечающим за охрану моста, мост не удаётся взорвать, и группа захватывает его. Дивизия меняет планы и начинает переправу.
- Глава 14. День спустя

СССР наносит ядерный удар по Бирмингему, НАТО отвечает ядерным ударом по Минску. Всем американским силам приходит приказ готовиться к началу ядерной войны. Однако в СССР происходит государственный переворот, и новое руководство капитулирует.
- Эпилог

К середине сентября 25-я бронетанковая дивизия выводится в тыл. Задача разоружения советских сил передаётся прибывшим из США силам национальной гвардии. Бэннон возвращается в военный городок своего батальона.

### Другие романы о Третьей Мировой войне
- Красный шторм поднимается Тома Клэнси
- Красная армия Ральфа Питерса
- Третья мировая война: Нерассказанная история Джона Хекетта